# Plagiomus
Plagiomus is een kevergeslacht uit de familie van de boktorren (Cerambycidae). De wetenschappelijke naam van het geslacht werd voor het eerst geldig gepubliceerd in 1888 door Quedenfeldt.

## Soorten
Plagiomus is monotypisch en omvat slechts de volgende soort:
- Plagiomus multinotatus Quedenfeldt, 1888